# Erucaria microcarpa
Erucaria microcarpa är en korsblommig växtart som beskrevs av Pierre Edmond Boissier. Erucaria microcarpa ingår i släktet Erucaria och familjen korsblommiga växter. Inga underarter finns listade i Catalogue of Life.

## Bildgalleri

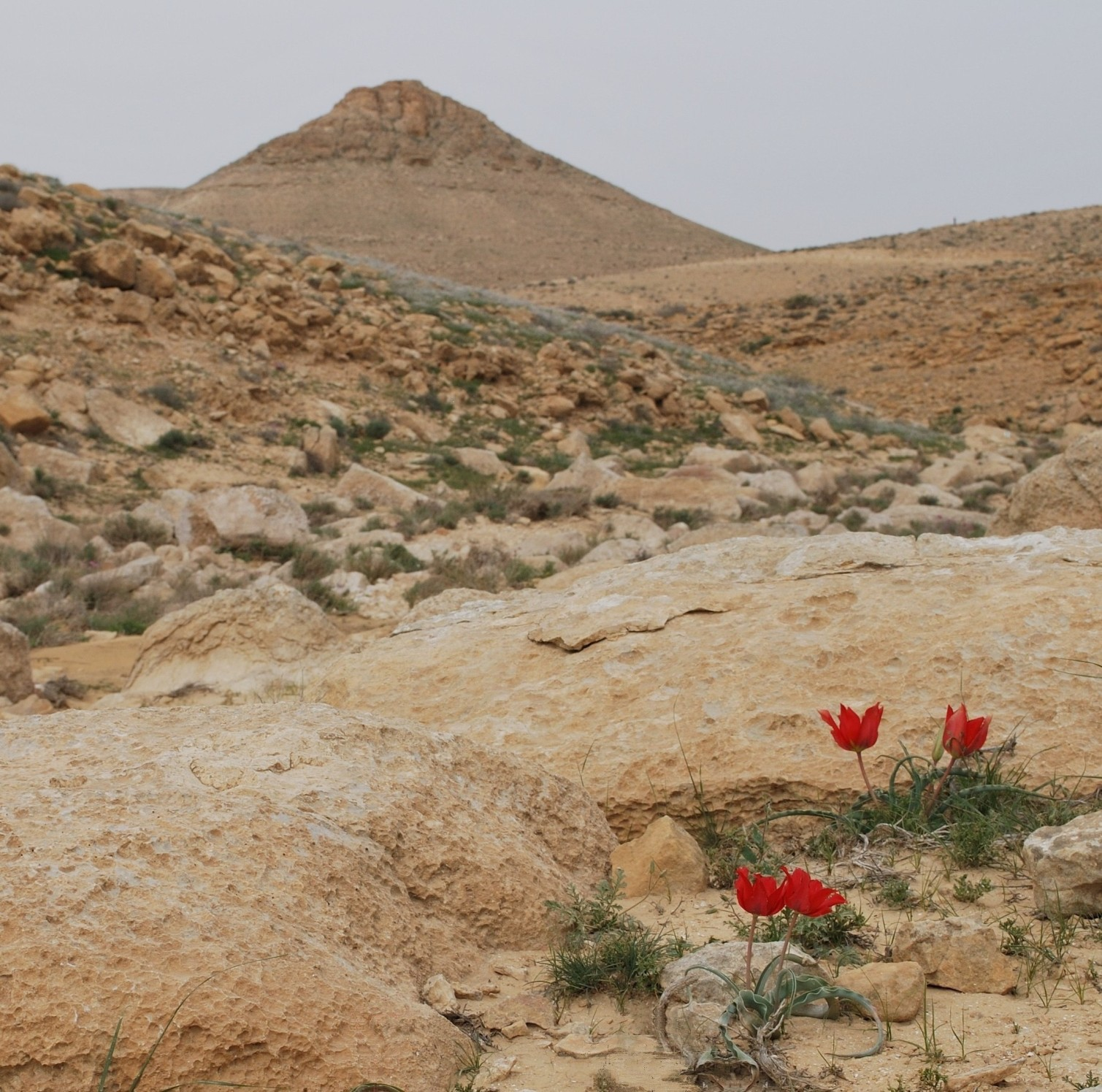
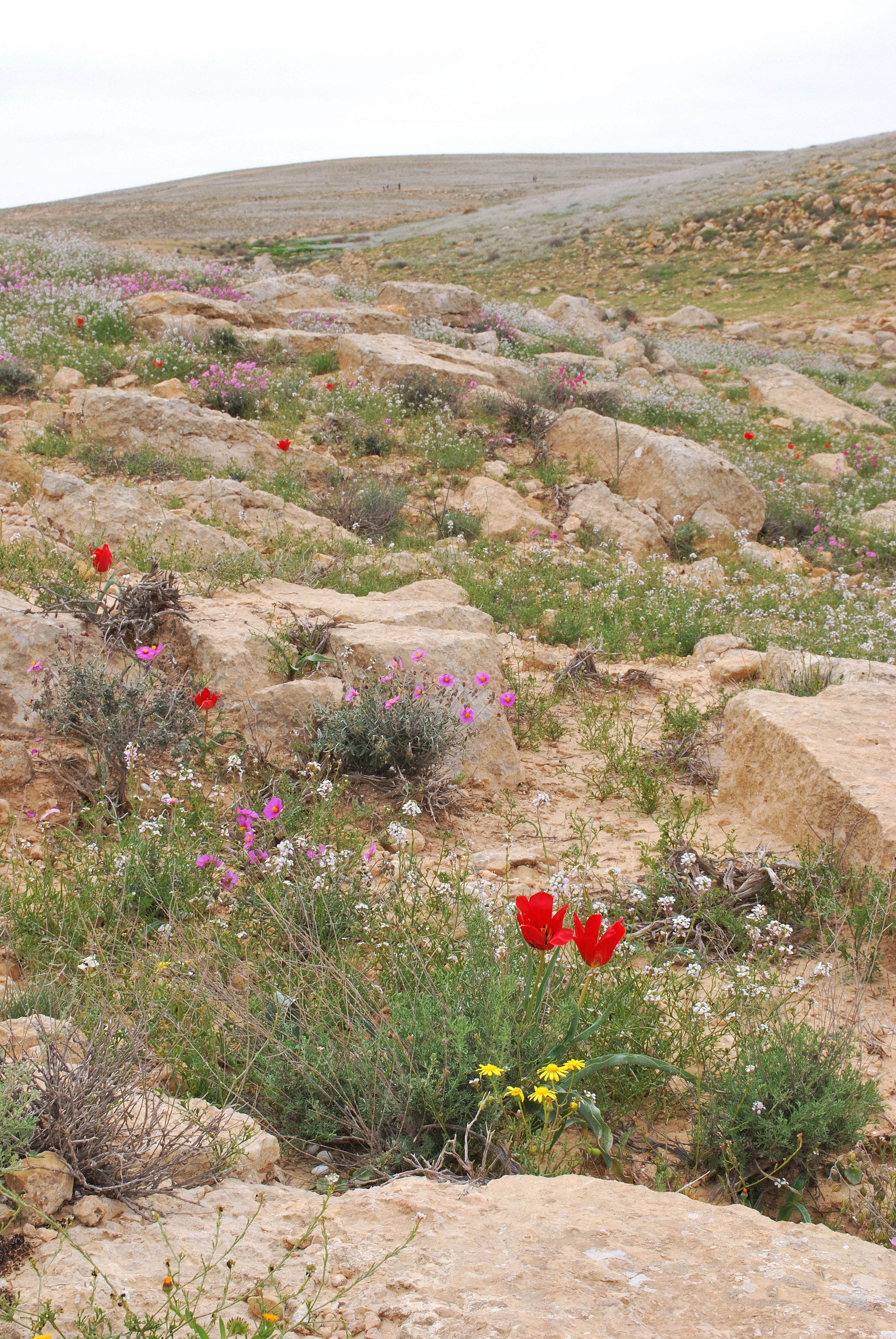
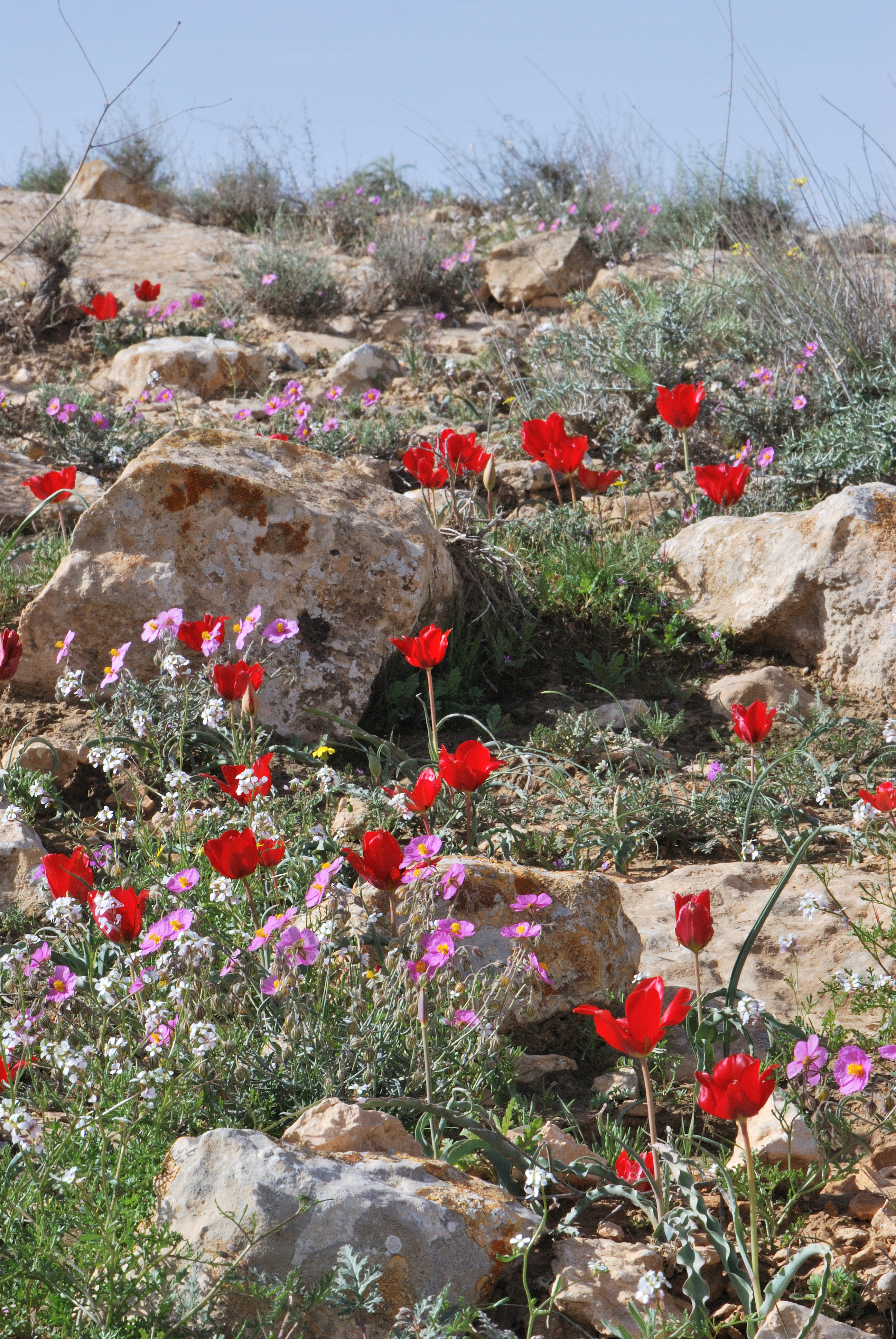